# Donis Avdijaj
Donis Avdijaj (Osnabrück, 25 de agosto de 1996) é um futebolista profissional alemão que atua como atacante, atualmente está no TSV Hartberg.

## Carreira
Donis Avdijaj começou sua carreira no Schalke 04 em 2014.